# Пузырчатка злаколистная
Пузырча́тка злаколи́стная или пузырча́тка траволи́стная (лат. Utricularia graminifolia) — плотоядное травянистое растение из рода Пузырчатка (Utricularia) семейства Пузырчатковые (Lentibulariaceae). Распространено в Азии, где его можно найти в Бирме, Таиланде, Китае, Индии и на Шри-Ланке. Естественные места обитания — влажные почвы или болота на равнинах. Используется как почвопокровное аквариумное растение; в этом качестве больше известно под названием утрикулярия граминифолия, являющимся транслитерацией латинского названия вида. Первоначально вид был описан и опубликован Мартином Валем в 1804 году.

## Этимология
Латинский видовой эпитет graminifolia означает «с листьями, похожими на траву», от латинского gramen. Ярко-зелёные листья через некоторое время образуют плотный коврик, похожий на газон (2—8 см высотой). Русское название является переводом латинского.

## Описание

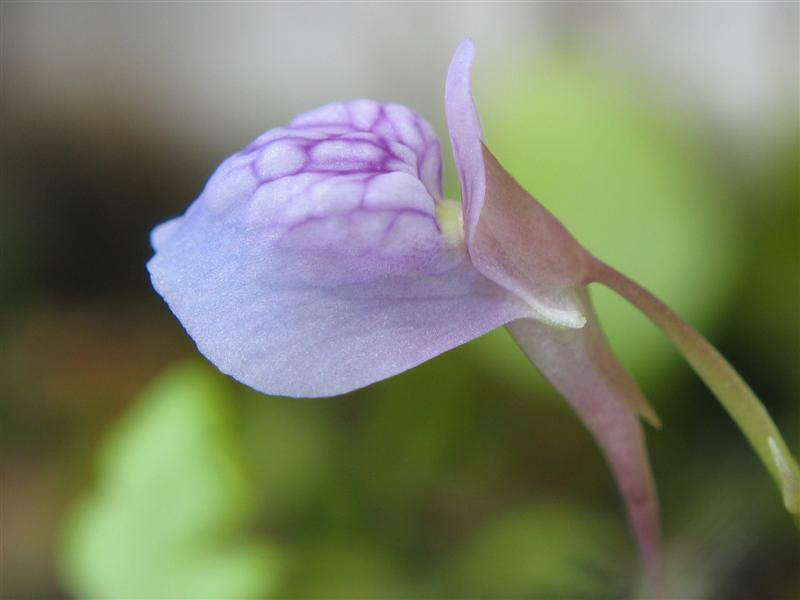
Цветок

Гидрофитное травянистое многолетнее или, возможно, иногда однолетнее растение, которое может быть и подводным, и надводным. Корни отсутствуют, для прикрепления к субстрату использует капиллярные разветвлённые ризоиды и столоны. Для ловли микрофауны использует ловушки-пузырьки диаметром 0,5—1,3 мм, расположенные на ризоидах, столонах и листьях.
Листья многочисленные, из столоновых узлов, голые, светло-зелёные, листовая пластинка от линейной до узко-обратно-яйцеватой 4—20 × 0,8—3 мм, край цельный, верхушка от закругленной до острой.
Соцветие прямостоящее, длиной 2,5—30 см, 1-6-цветковые, голые. Цветоножка вальковатая, 0,4—1 мм толщиной. Листочки чашечки яйцевидные, длиной 3,5-6 мм; венчик от лилового до фиолетового, 7—13 мм, верхушка округлена. Нижняя губа почти округлая, основание с заметным вздутием, вершина закругленная; шпорец шиловидный, более-менее такой же длины, как нижняя губа венчика, и широко от неё отходит, прямой или слегка изогнутый; зев цветка с приподнятым реснитчатым краем; верхняя губа продолговатая, вершина закругленная. Тычиночные нити около 1,5 мм, прямые; пыльниковые теки чёткие. Завязь яйцевидная; столбик выраженный; рыльце нижняя и верхняя губы полукруглые.
Плод — коробочка, эллипсоидная, 2-3 мм. Семена от яйцевидных до эллипсоидных, 0,3-0,4 мм в диаметре.

## Места обитания
Болотное плотоядное растение, которое произрастает на бедных почвах (олиготроф) в тропическом климате. Ацидофит. Обычно предпочитает субстрат с низким содержанием питательных веществ с мягкой водой и низким или средним уровнем освещения.
Произрастает в Китае (юг провинции Фуцзяня, Гуандун, Юньнань), в Индии, Мьянме, Шри-Ланке, Таиланде.

## Использование
Выращивается в декоративных целях в аквариумах, террариумах, палюдариумах и флорариумах. В акваскейпах используется для имитации травянистых лужаек на переднем плане. Может выращиваться как эпифит без субстрата.
Utricularia graminifolia имеет репутацию сложного аквариумного растения, поскольку требует специфичных условий при подводном выращивании. Особая сложность заключается в адаптации растения, выращенного в меристемной культуре как надводное, к подводному содержанию. После долгого пребывания на открытом воздухе погружение утрикулярии под воду может привести к частичному её растворению. Главное требование для выращивания Utricularia graminifolia заключается в том, что она предпочитает высаживаться в зрелой и биологически стабильной системе аквариума, без колебания параметров воды и устойчивой к вспышкам водорослей, поскольку в период адаптации растения на новом месте оно подвержено порастанию водорослями.
Растение нежное, требует бережного обращения при пересадке, его следует высаживать на постоянное место с минимальным выкапыванием и беспокойством ризоидов. Растение долго прикрепляется к субстрату, иногда его закрепляют на время прирастания с помощью ниток, суперклея или нержавеющей сетки. Повреждённые листья при обрезке могут загнивать и покрываться водорослями.
Уровень pH не должен превышать 7,5. При температуре выше +26 °C, как правило, имеет более рыхлую форму по сравнению с ростом при более низких температурах. Плохое освещение и скученные условия приводят к удлинению листьев. Подача углекислого газа CO₂ значительно улучшает темпы размножения и акклиматизации, особенно при придонном выращивании (при выращивании в плавающем виде или при очень низком уровне воды может успешно выращиваться без подачи CO₂).